# هاگنتی

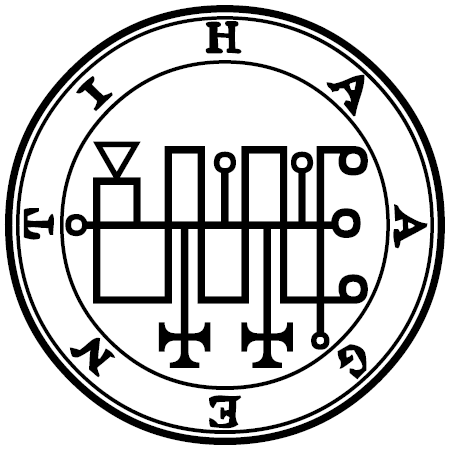
سیگیل هاگنتی در کلید کوچکتر سلیمان

در دیوشناسی هاگنتی (به انگلیسی: Haagenti) یکی از قدرتمندترین رئیس‌جمهورهای دوزخ است که بر سی و سه لژیون شیاطین فرمان می‌دهد. او انسانها را با آموزش در هر موضوعی می‌تواند عاقل و باهوش کند.، تمامی فلزات را به طلا تبدیل می‌کند و شراب را به آب و آب را به شراب تبدیل کند.
هاگنتی به‌عنوان یک گاو نر بزرگ با بال‌های شیردال به تصویر کشیده شده‌است ولی در صورت درخواست احضار کننده‌اش خود را به شکل انسان در می‌آورد.